# Adam Osmajev
Adam Osmajev född 2 maj 1981 i Groznyj, Ryska SFSR, Sovjetunionen, är en tjetjensk läkare och frivilligkrigare och kommendör i Dzjochar Dudajev-bataljonen, som tidigare har suttit i fängslad för planer på ett attentat mot Rysslands president Vladimir Putin.
Osmajev är född i Tjetjenien i södra delen av Ryska SFSR som son till en högt uppsatt tjänsteman. Han har gått på det privata University of Buckingham i England.
Osmajev åtalades i Ryssland 2007 för att ha planerat ett attentat mot den Moskvatrogna tjetjenska ledaren Ramzan Kadyrov.
Åtalet lades ned i brist på bevis och Osmajev flyttade till Ukraina.
På ryska myndigheters begäran arresterades han där 2012 misstänkt för att ha planerat ett sprängattentat mot Rysslands president Vladimir Putin, men även det åtalet lades ned.
Okujev och tidigare även hans maka Amina Okujeva, deltog med Dzjochar Dudajev-bataljonen på ukrainska sidan i inbördeskriget mot rebellerna i östra Ukraina och har på grund av sin insats fått hjältestatus i Ukraina.
Hans maka Amina Okujeva mördades 2017 i ett överfall nära huvudstaden Kiev. Adam Osmajev besköts också men överlevde.